# Troppo forte
Troppo forte è un film italiano del 1986 diretto da Carlo Verdone.

## Trama
Roma. Oscar è un giovane della periferia che frequenta gli studi di Cinecittà, atteggiandosi a bullo di quartiere e sognando una grande carriera di attore; ma, al momento, è costretto a guadagnarsi da vivere come stuntman in film minori. Scartato all'ennesimo provino per una grossa produzione, un deluso Oscar viene spinto da un estroso avvocato incontrato casualmente, Giangiacomo Pigna Corelli in Selci, a vendicarsi del ricco produttore della pellicola, truffandolo con un falso incidente stradale, per costringerlo a pagare i danni o a offrirgli una possibilità come attore: il destino vuole però che quel giorno alla guida dell'auto non ci sia l'uomo bensì la sua amante, Nancy, una giovane attrice italoamericana indicata come astro nascente dello star system. L'accaduto, e il possibile scandalo che potrebbe derivarne, le costano il licenziamento.
Abbandonata da tutti e rimasta bloccata a Roma senza un soldo, Nancy non trova altro appiglio che Oscar, il quale, in realtà ragazzo dall'animo mite e bonario, le offre ospitalità a casa sua; con il passare dei giorni, cercando di darsi una mano a vicenda, tra i due nasce una forte amicizia, se non qualcosa di più profondo. Allo stesso tempo Oscar è alle prese con le sempre più frequenti bizzarrie dell'avvocato, il quale gli fa rifiutare una proposta di accordo favorevole con il produttore cinematografico, essendo deciso a portare la tentata truffa in tribunale; pur di vincere la causa trascina il suo assistito in situazioni al limite, tra operazioni chirurgiche superflue e arringhe inverosimili. Una volta raggiunti i riflettori del tribunale e nel bel mezzo di un'arringa inverosimile, Giangiacomo sviene, e una volta rinvenuto appare smemorato e del tutto inconsapevole di ciò che lo circonda. 
Si scopre che in realtà non è altro che un mitomane di nobili origini, soggetto a continui episodi durante i quali convince se stesso e alcune ingenue vittime di essere un qualche esperto in un qualche campo: dopo l'ultima crisi, infatti, si crede adesso un coreografo di balletto, tra lo stupore e la disperazione di Oscar il quale cerca invano di far ricordare a Giangiacomo le sue promesse e i suoi impegni. Resosi improvvisamente conto dell'abbaglio, il ragazzo vede svanire di lì a breve anche l'amore quando Nancy torna oltreoceano, decisa a riprendere in mano la sua carriera, ma ora ben conscia di quanto la fama non sia tutto. Oscar accusa il colpo ma non si dà per vinto e, reso possibilmente più maturo dagli ultimi eventi, affronta l'ennesima audizione con una rinnovata consapevolezza.

## Produzione
Scritto da Carlo Verdone assieme ai suoi due mentori artistici, Sergio Leone e Alberto Sordi, e con l'apporto di Rodolfo Sonego, sceneggiatore di fiducia di Sordi, la pellicola presenta inoltre una colonna sonora curata dal cantautore Antonello Venditti.
L'idea iniziale di Troppo forte nacque dalla voglia di Verdone di «raccontare un bullo di periferia e costruire su di lui l'intero film». L'attore e regista rifuggì da un certo paragone con l'Enzo a sua volta portato sul grande schermo qualche anno prima in Un sacco bello, poiché «lì il personaggio era più volgare [...] quello era un diavolaccio cinico e squallido che andava in giro con l'ovatta nei pantaloni per sentirsi più virile. Oscar Pettinari, invece, è più umano, non è il solito macchiettone in salsa romanesca. Almeno spero».

### Regia
La pellicola mostra una Roma preda di «un'estate torrida, desolata, deserta...» Fu questa una precisa scelta stilistica di Verdone, il quale, in controtendenza rispetto alla propria precedente filmografia, volle così trasmettere agli spettatori «l'idea di una realtà squallida, calda, opprimente», resa attingendo anche a un diverso metodo di riprese: «niente camera fissa e primi piani, ma inquadrature mobili, tagli all'americana».
Alcune sequenze, come quella tra Pettinari e i coatti girata presso il gasometro, furono dirette da Leone.

### Cast
La parte del legale preda di crisi d'identità era stata in origine pensata da Verdone per Leopoldo Trieste, storico caratterista del cinema italiano, il quale ne avrebbe dovuto dare un'interpretazione meno invadente e più dimessa, ovvero un «avvocaticchio» maggiormente in linea col registro stilistico della pellicola, ma che per via d'ingerenze della produzione si vide riassegnato il ruolo ad Alberto Sordi, fortemente desideroso di prendervi parte. Contrariamente alle intenzioni del regista, poi, Sordi volle marcare il ruolo con una parlantina alla Ollio – ricalcando quel Mario Pio che, nel secondo dopoguerra, aveva contribuito a portarlo alla ribalta nei suoi esordi radiofonici –; una scelta «ibrida» che a posteriori non lasciò lo stesso Verdone del tutto soddisfatto del risultato finale:
(Carlo Verdone, 1999)
Stella Hall, esordiente modella statunitense e protagonista femminile, venne scelta da Verdone poiché «occorreva [...] un viso che si distaccasse decisamente da quello degli altri personaggi» italiani e, in gran parte, romani come i bulli che fanno da contorno a Oscar, dei «Rambo di periferia», tutti figuranti non professionisti e pescati nelle borgate della capitale. Tra gli interpreti anche Mario Brega, il quale compare in un breve cameo nei panni dell'allibratore Sergio; tale personaggio non era inizialmente previsto nel copione ma, data l'insistenza di Brega, già presente in passate pellicole di Verdone, nel voler prendere parte al progetto, l'attore e regista creò appositamente per l'amico questo piccolo ruolo.

### Riprese
Dato lo sviluppo della pellicola, tutte le riprese si svolsero nella capitale e nei suoi immediati dintorni, «girando in posti come Torvaianica, il porto fluviale, le borgate» durante l'estate del 1985. La mansarda di Oscar, pur se creata in un set, e il luogo di bivacco del suo gruppo d'amici vennero individuati, per gli ambienti esterni, nel quartiere Ostiense, mentre il falso incidente tra il metallaro e Nancy fu inscenato nella zona dell'EUR, la stessa dov'è presente l'albergo in cui trovava alloggio la ragazza; l'abitazione del sedicente avvocato è invece sita nel centro storico della città eterna. I veri studi di Cinecittà, sulla via Tuscolana, furono teatro dei vari provini di Oscar e del suo primo incontro con l'avvocato. Per quanto concerne infine le sequenze d'azione in motocicletta, quella del prologo venne girata lungo le strade che attraversano la pineta di Castel Porziano, mentre la gara clandestina vide come sfondo le cave di pozzolana nelle zone della Magliana e di Malagrotta.

## Accoglienza

### Incassi
Il film si è classificato al 13º posto tra i primi 100 film di maggior incasso della stagione cinematografica italiana 1985-86.

### Critica
Il personaggio di Oscar Pettinari, protagonista della pellicola, fu considerato dagli addetti ai lavori una sorta di «Nando Mericoni degli anni '80», ovvero un'evoluzione in salsa metallara del personaggio portato al successo da Alberto Sordi in pellicole quali Un giorno in pretura e Un americano a Roma. Sulla falsariga del Nando del secondo dopoguerra, Verdone utilizza la maschera di Oscar per mettere alla berlina vizi e virtù dell'italiano medio del tempo – in particolar modo un certo atteggiamento «rambista» all'epoca proliferante –, proseguendo di fatto un ideale passaggio di consegne tra il maestro Sordi e l'allievo Verdone, già palesatosi qualche anno prima con In viaggio con papà.
Per quanto Troppo forte sia ricco di episodi e battute rimaste nella memoria degli affezionati – «certamente è un film squilibrato e il successo che ha avuto è legato, credo, a certi virtuosismi miei, a certi di Sordi», ricorderà anni dopo lo stesso Verdone –, la sesta opera dell'autore romano venne sì vista come un ritorno alle origini, ma anche come una battuta d'arresto nella sua carriera, causa un protagonista che, anziché imboccare una propria via comica, sembra appigliarsi a una certa farsa all'italiana degli anni 50, nonché riproporre situazioni già mostrate e analizzate in precedenti opere della filmografia verdoniana: su tutti, il rapporto tra Oscar e l'italoamericana Nancy, che pare ricalcare fin troppo quello visto in Un sacco bello tra Leo e la spagnola Marisol, o l'«ingenuità tanto spaccona quanto arrendevole» del metallaro, paragonata a quella del Rolando di Acqua e sapone.
Accento negativo venne posto nel non aver saputo sfruttare appieno il potenziale della coppia Leone-Sordi dietro le quinte, con una sceneggiatura che dopo la prima, godibile, mezz'ora va lentamente a scemare, nonché nella resa davanti alla cinepresa proprio del personaggio interpretato da Sordi, trasformato di fatto in una macchietta e capace di riscattarsi soltanto nell'epilogo. Gli stessi duetti tra Verdone e Sordi, in vari momenti del racconto, furono ritenuti carenti dal punto di vista della sintonia e dell'interazione: come ammetterà lo stesso attore e regista, «certamente, questa volta abbiamo funzionato relativamente».

## Riconoscimenti
- 1986 – Nastro d'argento
  - Candidatura per il migliore attore protagonista a Carlo Verdone
- 1986 – Ciak d'oro[14]
  - Candidatura per il migliore attore non protagonista ad Alberto Sordi
  - Candidatura per i migliori costumi a Raffaella Leone
  - Candidatura per la migliore colonna sonora ad Antonello Venditti
  - Candidatura per la migliore fotografia a Danilo Desideri
  - Candidatura per il migliore montaggio a Nino Baragli